# منتخب السعودية لكرة اليد
منتخب السعودية لكرة اليد هو الممثل الرسمي للسعودية في منافسات كرة اليد للرجال, شارك في بطولة كأس العالم 9 مرات آخرها في نسخة 2019.

## إنجازات المنتخبات السعودية لكرة اليد
تعتبر كرة اليد السعودية من أقوى المنتخبات الآسيوية والعربية ومن كبارها والمنتخب السعودي لكرة اليد هو كثر المنتخبات الخليجية تأهلاً لكأس العالم وفيما يلي قائمة بأشهر إنجازات كرة اليد السعودية :

### كأس العالم
تأهل المنتخب السعودي لكرة اليد لكأس العالم 9 مرات أعوام :
- نهائيات كأس العالم في اليابان عام 1997م
- نهائيات كأس العالم في مصر عام 1999م
- نهائيات كأس العالم 2001م بفرنسا
- نهائيات كأس العالم لكرة اليد للرجال 2003م بالبرتغال
- نهائيات كأس العالم لكرة اليد للرجال 2009م في كرواتيا
- بطولة العالم لكرة اليد للرجال 2013
- بطولة العالم لكرة اليد للرجال 2015
- بطولة العالم لكرة اليد للرجال 2017
- بطولة العالم لكرة اليد للرجال 2023 في (بولندا - السويد)

### أخرى
- حقق المنتخب السعودي لكرة اليد المركز الثاني في دورة ألعاب التضامن الإسلامي الأولى كرة اليد في مكة المكرمة
- المركز الثالث والميدالية البرونزية في دورة الألعاب العربية في مصر عام 2007 م
- تحقيق كأس الخليج الأولى لكرة اليد عام 2007 م
- فاز المنتخب السعودي لكرة اليد بالمركز الأول في بطولة آسيا لكرة اليد التي أقيمت في ديسمبر عام 1996م بمدينة بانكوك في تايلاند
- حقق المركز الثاني في تصفيات غرب آسيا عام 1997م
- حقق المركز الأول في التصفيات الآسيوية عام 1999م
- المركز الثالث والميدالية البرونزية في دورة الألعاب الخليجية (الأولمبياد الخليجي) في البحرين عام 2011م
- المركز الثالث والميدالية البرونزية والتأهل لكأس العالم في كأس آسيا 2008 في إيران بعدما فاز المنتخب السعودي على إيران في عقر دارها واخرجها وتأهل لكأس العالم للمرة الخامسة
- حقق منتخب المملكة كأس العرب الثانية بالقارة الآسيوية عام 1999م.
- 1998السعودية تحقق المركز الأول في البطولة العربية المدرسية الثانية عشرة في المغرب
- المركز الثالث في بطولة آسيا المؤهلة للكأس التي أقيمت بإيران عام 2003 وتأهل من خلالها إلى كأس العالم.[1]
- حقق المنتخب السعودي لكرة اليد المركز الأول في دورة ألعاب التضامن الإسلامي الأولى كرة اليد في أذربيجان

- أحرز المنتخب السعودي للشباب لكرة اليد الميدالية الفضية لفوزه بالمركز الثاني في بطولة آسيا لكرة اليد التي أقيمت عام 1996م.
- أحرز المنتخب السعودي للشباب لكرة اليد الميدالية الفضية والمركز الثاني في كأس آسيا للشباب في البحرين عام 1998م.
- أحرز المنتخب السعودي للشباب لكرة اليد المركز الثالث في كأس آسيا للشباب لكرة اليد 2006
- تأهل منتخب المملكة للشباب إلى نهائيات كأس العالم بتركيا عام 1997م بعد تحقيقه المركز الثاني في البطولة الآسيوية الخامسة بالإمارات 1996م.
- تأهل منتخب المملكة للشباب إلى نهائيات كأس العالم بقطر 1999م بعد تحقيقه المركز الثاني في البطولة الآسيوية السادسة بالبحرين 1998م.
- المركز الأول في البطولة العربية الأولى للشباب التي أقيمت في جدة 1983م.
- حقق منتخب المملكة للناشئين المركز الأول في البطولة الخليجية الرابعة للناشئين التي أقيمت بالدمام 1990م.
- حقق منتخب المملكة للناشئين المركز الثاني في البطولة الخليجية الخامسة التي أقيمت في الدوحة 1998م.

## إنجازات الاندية السعودية لكرة اليد
تعتبر الاندية السعودية من أقوى الاندية الآسيوية والعربية والخليجية حيث سيطرت على أكثر البطولات بأنديتها الشهيرة وهي : نادي الأهلي السعودي ونادي مضر السعودي ونادي النور السعودي ونادي الوحدة السعودي ونادي الخليج السعودي وهذه بعض الانجازات الخارجية للاندية السعودية :
- حقق نادي الاهلي لسعودي بطولة أبطال الكؤوس لدول مجلس التعاون الخليجي 8 مرات كأكثر نادي خليجي يحققها.
- حقق نادي النور السعودي بطولة أبطال الكؤوس لدول مجلس التعاون الخليجي عام 1997م.
- حقق نادي الاهلي السعودي البطولة الآسيوية لكرة اليد للاندية عام 2009 م في جدة وتأهل من خلالها لكأس العالم للاندية ولكنها لم تقام.
- حقق نادي مضر السعودي البطولة الآسيوية لكرة اليد للاندية عام 2011 في السعودية وتأهل من خلالها لكأس العالم للاندية لكرة اليد التي اقيمت في قطر عام 2012.
- حقق نادي الاهلي السعودي المركز الثالث في البطولة الآسيوية للاندية مرتين.
- حقق نادي النور السعودي المركز الثاني في البطولة الاسوية للاندية 2009 بعد أن تقابل النور السعودي والاهلي السعودي في نهائي آسيا في جدة.
- حقق نادي مضر السعودي المركز الثاني في البطولة الاسوية للاندية 2010 في لبنان.
- تعتبر الاندية السعودية الأكثر حصولاً على البطولة العربية للاندية لكرة اليد بـ5 ألقاب وهي كالتالي :
- حقق نادي الخليج السعودي لكرة اليد البطولة العربية مرتين اعوام 2002 و 2007 م.
- حقق نادي الاهلي السعودي البطولة العربية لكرة اليد مرتين اعوام 1980 و 2005 م.
- حقق نادي النور السعودي البطولة العربية لكرة اليد مرة واحدة عام 1996 م
- نظم الاتحاد السعودي لكرة اليد بطولة الأمير فيصل بن فهد للقارات لكرة اليد التي أقيمت بالدمام خلال الفترة من 2 7 ربيع الأول 1421هـ.. وفاز بالمركز الأول منتخب السويد.. ومنتخب كوريا الجنوبية بالمركز الثاني.. ومنتخب مصر بالمركز الثالث.
- نظم الاتحاد السعودي لكرة اليد البطولة الأسيوية الخامسة عشرة للرجال لكرة اليد 2012 في جدة.
- استطاع الاتحاد السعودي لكرة اليد الحصول على حقوق نقل البطولات الآسيوية حصرياً على قناة لاين سبورت السعودية.